# Alignement von Renaggiu
Das megalithische Alignement de Renaggiu (auch Renaggio, oder Rinaju) ist eine Steinreihe auf der französischen Mittelmeerinsel Korsika. Es liegt 400 m südlich des Alignement von Stantari und des Dolmen von Fontanaccia. Die Steine waren vor ihrer Entdeckung von dichter Macchie überwuchert.
Die 46 Menhire der nord-süd gerichteten Doppelreihe und des benachbarten Halbkreises sind wieder aufgerichtet worden und stehen in einem kleinen Steineichengehölz am Fuße der Felsen von Cauria. Die Steinreihe stammt aus der dem Megalithikum II oder aus der frühen Bronzezeit (3000–1000 v. Chr.). Die meisten Menhire sind weniger als einen Meter hoch.